# Hodoscopi
Un hodoscopi (del grec "hodos" camí i "skopos" observador) és un instrument utilitzat com a detector de partícules per a registrar el pas de partícules carregades i determinar les seves trajectòries. Els hodoscopis es caracteritzen per tenir moltes capes o segments; la combinació dels quals permet no solament la detecció de la partícula sinó també enregistrar la seva trajectòria a través de l'aparell.
El component típic del detector és una peça de material centellejador, el qual emet llum al pas d'una partícula carregada a través seu. La llum de centelleig pot ser convertida en un senyal elèctric per un tub fotomultiplicador (PMT) o per un díode PIN. A més d'informació de les coordenades espacials de la partícula, en alguns sistemes la intensitat de la llum, proporcional a l'energia dipositada, és emprada per a mesurar el tipus de partícula i/o la seva energia, després de calibrar el detector.
Els hodoscopis es troben entre els detectors més senzills per a determinar la trajectòria de partícules carregades. Tanmateix, la seva resolució espacial és limitada per la mida dels segments. En aplicacions on la resolució espacial és important, els hodoscopis han estat superats per altres detectors com cambres de fils i cambres de projecció de temps que són més precisos.